# 弗兰克·辛曼·皮尔蓬特
弗兰克·辛曼·皮尔蓬特（Frank Hinman Pierpont，1860年—1937年），美国工程师、字体设计师。
皮尔彭特于1860年在美国康涅狄格州纽黑文出生，1937年2月11日在英格兰逝世。他主要在英国Monotype Corporation公司任职。
他在美国康涅狄格州哈特福德学习机械工程之后，于1886年开始在一家专利局从事排版机的工作。1894前往欧洲，并在1896年成为了德国排版机制造商Typograph Setzmachinen-Fabrik的主管。
他于1899年帮助组建位于英国萨里的Lanston Monotype公司并担任工厂经理，后来成为英国分公司的董事会成员，并一直任职到其去世的前一年，即1936年。在Monotype工作期间，他监督了多款经典、创新的字体（例如Times New Roman等）制作。据报道，他对Monotype的艺术顾问Stanley Morison和宣传经理Beatrice Warde的艺术野心表示怀疑，他在一本1920年代的Gill Sans字体备忘中曾抱怨说，“这款字没什么值得推荐的，而且有很多地方难以令人接受。”
闲暇之时，皮尔蓬特喜欢种玫瑰。他于1936年从工程经理职位上退休，并成为顾问工程师，在董事会任职，但于翌年去世。

## 设计字体作品
所有字体均为英国British Monotype公司出品：
- Imprint（英语：Imprint (typeface)），与Fritz Stelzer合作出品
- Plantin (1913)，与Fritz Stelzer合作出品[16]
- Horley Oldstyle (1925)，以 Horley命名。[17]
- Monotype Grotesque (1926)，是 贝特霍尔德铸字厂的Ideal Grotesque字体的更新版。
- Bembo（英语：Bembo (typeface)） (1929) 复刻由皮尔彭特主持，参照其之前的Poliphilus和Blado设计。
- Rockwell（英语：Rockwell (typeface)） (1934)